# Wolves of Society
Pour plus de détails, voir Fiche technique et Distribution.
Wolves of Society est un film muet américain réalisé par Frank Lloyd et sorti en 1915.

## Fiche technique
- Titre : Wolves of Society
- Réalisation : Frank Lloyd
- Scénario : Frank Lloyd
- Production : Rex Motion Picture Company
- Distribution : Universal Film Manufacturing Company
- Genre : Film dramatique
- Durée : 20 minutes
- Date de sortie : 
  - États-Unis : 14 février 1915

## Distribution
- Frank Lloyd : Gilbert Carstairs
- Gretchen Lederer : Paula
- Marc Robbins : Henry Mayhew
- Helen Leslie : Ruth Mayhew
- Frank Bennett : Richard Dare
- Harry F. Millarde